# Amaxantia
Amaxantia (in greco antico: Ἁμαξάντεια?, Hamaxánteia) era un demo dell'Attica. Non si sa con certezza dove fosse situato e, a parte il nome, si sa poco altro riguardo ad esso.